# ヒトラーへの285枚の葉書
『ヒトラーへの285枚の葉書』（ヒトラーへの285まいのはがき、原題：Alone in Berlin）は、2016年のドイツ・フランス・イギリスのドラマ映画。
ペンと葉書を武器にナチス政権に抵抗した夫婦の実話を基に、ドイツ人作家ハンス・ファラダがゲシュタポの文書記録から終戦直後に書き上げた遺作の小説『ベルリンに一人死す』の映画化。ヴァンサン・ペレーズ監督。
原作のファラダの小説では、モデルとなった夫婦の名前がハンペル夫妻からクヴァンゲル夫妻に、妻の名がエリーゼからアンナに変えられており、ハンスが妻の兄弟から息子へと設定が変更されている。

## あらすじ
第二次世界大戦中の1940年、オットーとアンナのクヴァンゲル夫妻は、ナチス政権下のドイツ・ベルリンで暮らしている。街はフランスへの勝利で沸き立っているが、夫妻の元に最愛の一人息子ハンスが戦死したという知らせが届き、2人は悲しみのどん底に沈む。またそんな折、隣家のユダヤ人老婦人の家に物盗りが入り、やって来たゲシュタポの前で自殺するという事件が起きる。息子を奪った総統や戦争が許せないオットーは、葉書に怒りのメッセージをしたため、街の一角にこっそり置き残すというレジスタンス運動を始める。アンナは当初、夫の身を案じて反対したが、次第に協力して活動するようになる。
ゲシュタポで捜査を担当するエッシャリヒ警部は、増え続けるカードの出所に頭を悩ませていた。国家親衛隊 (SS) の大佐に急かされ、エッシャリヒは誤認逮捕だと知りながらクヴァンゲル夫妻の隣人・エンノを殺すことになる。
ベルリンの街が空襲で荒廃してきた1943年、オットーは病欠者の代わりに非番の日に工場に呼ばれ、そこで自分で書いたカードを落としてしまう。オットーはこれを誤魔化すためナチ党員に届け出させるが、プロファイリングを進めていたエッシャリヒらによって逮捕される。妻アンナの連行と死者が出たことを聞いたオットーは、今までに285枚のカードを書いてきたことを認めるから妻を釈放してほしいと言う。クヴァンゲル夫妻はギロチンで処刑され、自責の念に駆られたエッシャリヒは、回収された267枚のカードの全てに目を通した唯一の人物として窓からカードを撒き、拳銃自殺するのだった。

## キャスト
- アンナ・クヴァンゲル：エマ・トンプソン
- オットー・クヴァンゲル：ブレンダン・グリーソン
- エッシェリヒ警部：ダニエル・ブリュール
- プラルSS大佐：ミカエル・パーシュブラント
- ユダヤ人老婦人：モニーク・ショーメット（英語版）
- エンノ：ラース・ルドルフ（英語版）

## 製作
原作となったハンス・ファラダの小説『ベルリンに一人死す』は、プリーモ・レーヴィから「反ナチ運動を描いた作品の中で最高の本」と称賛されている。1970年に東ドイツでテレビドラマ化され、1976年には西ドイツでも映画化されている。2007年にヴァンサン・ペレーズとマルコ・パッチオーニが映画化の権利を取得した。2009年に小説の英語翻訳版が出版されると、イギリス・アメリカで「驚くほどのベストセラー」となった。
2014年5月14日にペレーズはアヒム・フォン・ボリエスと共同で映画を製作することを発表し、エマ・トンプソン、マーク・ライランス、ダニエル・ブリュールが主要キャストに起用された。シュテファン・アーント、ウーヴェ・ショット、マルコ・パッチオーニ、クリスティアン・グラス、パウル・トライビツ、ジェームズ・シェイマスがプロデューサーとして参加する。2015年3月26日にライランスが降板し、代わりにブレンダン・グリーソンが出演することが発表された。3月27日からベルリンで主要撮影が始まり、ケルンとゲルリッツでも撮影が行われた。